# Герметизм (вчення)
Герметизм[джерело?], або герметика, герметичне вчення (грец. hermetismos, від Hermes — «Гермес») — релігійно-філософська течія епохи еллінізму і пізньої античності, що поєднувало елементи популярного платонізму, стоїцизму та інших філософських вчень з халдейською астрологією і перською магією, і носило підкреслено езотеричний характер. До герметичної традиції належать твори грецькою, латинською, коптською і давньовірменською мовами, автором яких вважається напівлегендарний мудрець і бог Гермес Трисмегіст, і в яких відкриваються всі таємниці світу.
Герметизм позиціонує себе як вчення про вищі закони Природи, що підкоряються як принципам причинності, так і принципу аналогії. Прихильники герметизму вважають, що в силу принципу аналогії розуміння того чи іншого причинного зв'язку може доповнюватися магічним впливом на реальність власних бажань адепта таємного вчення.

## Герметизм як релігія
У герметичній релігії найвище божество, чи Принцип, називається богом, Єдиним чи Всім. Багато герметистів також ставили в один ряд їхню віру та містичні ідеї інших релігій, такі як християнство, буддизм, іудаїзм, іслам, та основну лінію язичництва, оскільки дотримувалися погляду, що всі великі релігії мають єдине серце, схожі своїми містичними істинами та містять частку розуміння езотеричних принципів герметизму.  
Таким чином, герметизм поєднує у собі пантеїзм, монотеїзм, політеїзм, панентеїзм у межах своєї системи вірувань, близький до таких вчень, як неоплатонізм і гностицизм. Вчить, що існує Єдиний або Причина, частинами якої є все у всесвіті, в тому числі й ми самі. Також герметизм підписується під такими переконаннями, як існування богів, демонів, елементалей (мешканців першоелементів) та великих вчителів. Також існувало уявлення про реінкарнацію.

## Вплив герметизму
Завдяки перекладам текстів у XII і XV століттях, у Середні віки та період Відродження герметизм стає доктриною (Ars Hermetica) європейських алхіміків та впливає на розвиток європейської філософії. 
Герметизм вплинув такі напрями езотеризму, як сабеїзм, мандеїзм, суфізм, розенкрейцерство, масонство, мартинізм, окультизм, теософія, традиціоналізм, деякі напрями нью-ейдж, і навіть на кеметизм та інші. 

## Представники герметизму
- Джованні Піко делла Мірандола,
- Джон Ді,
- Томмазо Кампанелла,
- Йоганн Тритемій,
- Генріх Корнелій Агриппа,
- Роберт Фладд
- Парацельс.[джерело?]

Данину герметичній традиції віддавали багато мислителів XVI–XVII ст.
- Коперник,
- Джордано Бруно
- Йоганн Кеплер,
- Френсіс Бекон
- Ісаак Ньютон.

### Першоджерела
- Carsten Colpe, Jens Holzhausen: Das Corpus Hermeticum. Übersetzung, Darstellung und Kommentierung. 3 Bde. (на 2012 рік вийшо 2 томи) Frommann-Holzboog, Stuttgart-Bad Cannstatt 1997ff. (німецький переклад французького видання Нока й Фестюж'єра)
  - Teil 1: Die griechischen Traktate und der lateinische «Asclepius». 1997, ISBN 3-7728-1530-8
  - Teil 2: Exzerpte, Nag-Hammadi-Texte, Testimonien. 1997, ISBN 3-7728-1531-6
  - Teil 3: Forschungsgeschichte und fortlaufender Kommentar. Mit einem Beitrag zum Hermetismus des 16. bis 18. Jahrhunderts von Wilhelm Kühlmann. In Vorbereitung
- Arthur Darby Nock, André-Jean Festugière (Übers.): Hermès trismégiste. 4 Bde. Collection Budé. Les Belles Lettres, Paris 1945ff. (грецькі й латинські тексти з французьким перекладом)
  - Bd. 1: Traités I–XII. 1945, ISBN 2-251-00135-2
  - Bd. 2: Traités XIII–XVIII. Asclepius. 1945, ISBN 2-251-00136-0
  - Bd. 3: Fragments extraits de Stobée I–XXII. 1954, ISBN 2-251-00137-9
  - Bd. 4: Fragments extraits de Stobée XXIII–XXIX. Fragments divers. 1954, ISBN 2-251-00138-7
- Brian P. Copenhaver: Hermetica: The Greek Corpus Hermeticum and the Latin Asclepius in a New English Translation. Cambridge, U.K.: Cambridge University Press 1992.
- Ralf Liedtke (Hrsg.): Hermes in Nuce. Hermetische Schriften des 18. Jahrhunderts. Archiv für Altes Gedankengut und Wissen, Sinzheim 2005, ISBN 3-937592-12-1
- Paolo Lucentini: Hermes Latinus, 3 томи, Turnhout: Brepols 1994.
- Clement Salaman, Dorine van Oyen, William D.Wharton, Jean-Pierre Mahé (Hrsg.): The Way of Hermes: New Translation of the Corpus Hermeticum and the Definition of Hermes Trismegistius to Asclepius. Rochester, VT: Inner Traditions 2000.